# En kvinna som vet vad hon vill
En kvinna som vet vad hon vill (tyska: Eine Frau, die weiß, was sie will) är en österrikisk wieneroperett (Musikalisk komedi) i två akter (fem bilder) med musik av Oscar Straus och med libretto av Alfred Grünwald fritt efter Louis Verneuils pjäs Le Fauteuil 47 (1923). 

## Historia
Efter några år i Hollywood, där Oscar Straus bland annat hjälpte till med en filmatisering av En valsdröm, återkom han 1932 till Europa. Redan på hösten samma år upplevde han en ny succépremiär. Det var det musikaliska lustspelet En kvinna som vet vad hon vill. Kvinnan i fråga var Straus primadonna Fritzi Massary och librettot var förhållandevis realistiskt; en firad, medelålders skådespelerska finner att tiden har hunnit i fatt henne och hon mister styckets uppvaktande kavaljer till sin egen dotter. Premiären ägde rum den 1 september 1932 på Metropol-Theater i Berlin och blev en av de sista glansfulla teaterhändelserna i staden innan Nazisterna tog makten några månade senare. Operetten gick för fulla hela hösten men måste läggas ner i december. Massary var judinna och nazisterna hade inlett en organiserad judeförföljelse. På teatern infann sig nazistiska bråkmakare som visslade och skrek "Ut med judarna!", och utanför entrén placerades andra partimedlemmar, som bildade talkörer och taktfast ropade: "Vi vill inte se några judar på tyska teatrar". Strax före jul lämnade Massary och hennes man Max Pallenberg Tyskland och slog sig ner i Wien, där hon 1933 gästspelade i En kvinna som vet vad hon vill.
Till Sverige kom En kvinna som vet vad hon vill på hösten 1933. Skådespelarparet Ernst och Alice Eklund hade sett operetten i Berlin och tog upp den på Komediteatern i Stockholm med premiär den 2 oktober 1933. Pjäsen kallades "komedi-operett" och blev väl mera komedi än operett med Alice Eklund i Massarys roll. Samtidigt gästspelade Zarah Leander i rollen på Stora Teatern i Göteborg och 1934 kunde stockholmspubliken se henne i samma roll på Oscarsteatern med premiär den 5 oktober där den spelades 29 gånger. I Oscarsteaterns uppsättning medverkade även Åke Ohberg, Arnold Sjöstrand, Ragnar Arvedson, Harald Svensson, Eric Gustafson, Elvin Ottoson, Gösta Lycke, Annalisa Ericson, Maritta Marke och Stina Seelig. Den 26 december 1961 spelade Leander ännu en gång denna roll på en svensk scen. Det var åter på Stora Teatern i Göteborg men nu ansågs stycket förlegat och framgången uteblev.